# دوایته
ویدانته دوایته (سانسکریت: द्वैत वेदान्त) یکی از مکاتب ویدانته در فلسفه هندی است که مادهواچاریا (‏۱۱۹۹–۱۲۹۸میلادی) آن را بنیان گذاشت.
دوایته برداشتی به‌شدت خداباورانه از اوپانیشادها محسوب می‌شود و در تقابل با ویدانته ادویته و ویشیشت‌ادویته قرار دارد.
مادهواچاریا نیز مانند شانکرا و رامانجو مدعی بود که دوانته ویدانته خداگرایانهٔ او ریشه در اوپانیشادها دارد.
به گفتهٔ فاولر، مکتب دوایته بر آن است که «هنگامی که اوپانیشادها از برهمن بودن روح سخن می‌گویند منظور شباهت است و نه این‌همانی.»
مادهواچاریا آموزه‌های اوپانیشاد را مبنی بر یکی شدن با برهمن به صورت «وارد شدن به برهمن» تفسیر می‌کرد و آن را به یکی شدن قطره با دریا تشبیه می‌کرد. این امر در مکتب دوایته به معنای دوگانگی و وابستگی بین آتمن و برهمن است. به باور مادهواچاریا برهمن در اوپانیشاد حقیقتی متمایز، والا، و مستقل است و آتمن تنها برهمن را به شکلی فرودستانه، محدود و وابسته تداعی می‌کند.
مکتب ویشیشت‌ادویته رامانجو و مکتب ادویتهٔ شانکرا هر دو مکاتب ویدانته‌ای نا-دوگانه‌گرا هستند و بر آنند که همهٔ روح‌ها می‌توانند به آزادی و رستگاری دست یابند،
ولی مکتب دوایتهٔ مادهواچاریا می‌گوید که روح‌ها تا ابد محکوم به سرنوشتند.